# SEEDA
SEEDA（シーダ）、本名・吉田 なおひと（1980年11月17日 - ）は、日本のヒップホップMC。妻は歌手のEMI MARIAである。

## 略歴
- 1980年11月17日、東京都生まれ。３歳から小学５年までイギリス・ロンドンにて育つ。
- 1996年、遊びの一環でラップを始め、ラップグループManeuvaに所属。ライブ活動などをしていたがメインMCではなかった。
- 1999年、SHIDA名義で1stアルバム『デトネイター』(現在は廃盤)を19歳で発表。プロデュースはI-DeA。同アルバムよりレコードも出していた。
- 2003年、ヒップホップグループSCARSに加入。また、B BOY PARK MC BATTLEにも参加した。
- 2003年8月10日、I-DeAプロデュースによる『FLASH SOUNDS PRESENTS ILL VIBE』を発売。
- 2005年8月19日、1stフルアルバム『GREEN』を発売。I-DeAが半分以上の楽曲を手がける中、Bach Logicも楽曲を提供した。
- 2006年2月15日、大学時代の友人[1]であるSD JUNKSTAのDJ ISSOとMIX CDシリーズ『CONCRETE GREEN』を発売。
- 2006年12月23日、Bach Logic総合プロデュースの『花と雨』を発売。blastなどで絶賛され、話題を呼ぶ。
- 2007年10月17日、『街風』を発売。The SOURCE japan誌のアワード、『BEST OF JAPANESE RAP 2007』にてBEST JAPANESE HIP-HOP ALBUMにて1位、BEST JAPANESE HIP-HOP ARTISTにて3位に選出された。
- 2008年1月30日、『HEAVEN』を発売。
- 2009年5月20日、『SEEDA』を発売。同月、ラッパーとしての引退を発表。
- 2009年10月15日、公式ブログにてラッパー復帰を宣言。
- 2009年12月23日、ILL-BOSSTINOとEMI MARIAを迎えたシングル『WISDOM』を発売。オリコンデイリーチャートにて最高第5位（12月23日付け）を記録し、初のオリコン一桁台ランクインとなった。オリコンウィークリーチャートでも8位を記録。
- 2009年12月31日、TOWER RECORDSが発行しているフリーペーパー『BOUNCE』の特集記事『OPUS OF THE YEAR 2009』にて『SEEDA』が最優秀アルバム賞を受賞した。
- 2010年8月25日、復帰後初のフルアルバム「BREATHE」を発売。iTunesアルバムチャート［洋／邦含む］総合最高2位、ヒップホップ / ラップチャート［洋／邦含む］では1位、オリコンインディーズ週間アルバムチャートで2位、オリコンデイリー総合チャート［洋／邦含む］においては最高13位を記録（8月26日付け）、オリコン週間総合チャート［洋／邦含む］は自身最高の22位を記録した（9月6日付け）。また、RollingStone紙［日本版］では最高の☆☆☆☆☆星の評価を受けた。
- 2010年8月26日、1週間の期間限定でMoNDoH、NIPPS、AKLO、STICKY、HORI、S.L.A.C.K.、SQUASH SQUAD、H.TEFLONとのマイクリレー曲「NO ONE BUT US」の無料ダウンロードを実施した。
- 2010年12月、iTunes Store年間ヒップホップ／ラップ部門で最新アルバム「BREATHE」が、ベストアルバムを受賞した。
- 2011年3月、ブラックミュージック専門誌bmrが開催した、読者参加・WEB投票式のbmr awards 2010-2011の邦楽部門で、SEEDAが”MVP OF THE YEAR”、昨年リリースしたアルバム『BREATHE』が"BEST ALBUM"を受賞した。
- 2011年9月14日、EMIミュージックジャパンよりメジャー・ミュージック全面プロデュースのアルバム『IN THE MOMENT』を発売。
- 2012年2月29日、EMIミュージックジャパンより2枚目のアルバム『23edge』を発売。
- 2013年9月4日、同名ミックステープからの先行シングル「CONCRETE GREEN The Chicago Alliance」を発売。
- 2015年10月28日、『CONCRETE GREEN 13』を発売。
- 2017年11月1日、SEEDAらが主宰するインタビューメディア「ニートtokyo」がYouTubeで公開スタートした[2]。
- 2020年1月17日、自伝的映画、『花と雨』が公開。
- 2025年3月21日、13年ぶりとなるアルバム『親子星』を配信で発売[3]。

## 私生活
2012年4月7日、自身のブログにて歌手のEMI MARIAとの結婚、彼女の妊娠を発表。同年8月30日に第1子男児、2017年5月29日に第2子男児が誕生した。

## TERIYAKI BEEF
2009年1月に発売されたTERIYAKI BOYZのアルバム『SERIOUS JAPANESE』からの楽曲「SERIOUS JAPANESE」のフックの箇所の歌詞が、2006年12月発売のSEEDAのアルバム『花と雨』の楽曲「Sai Bai Men feat.OKI(GEEK)」のフックの箇所の歌詞を無断で引用していたという事と、それに連ねて「SERIOUS JAPANESE」の楽曲終盤部分の発言が聞き取りづらくなっている箇所で何か自分達を茶化す発言をしているのではとSEEDAとGEEKのOKIが推測した事がビーフの発端となる。
2009年2月17日、SEEDAが自身のブログ内にて、OKIと共に「TERIYAKI BEEF」を発表。これを受けてVERBALは、自身のブログ内で「自分のポッドキャストの番組内で話したい」と回答。VERBALからL-VOKALを通じてSEEDAに連絡され、出演に応じた。
3月13日、ポッドキャスト内でSEEDA（OKIは呼ばれていない）との対話がなされ、VERBALはSEEDAをDISした訳ではないとその事情を話し、「SERIOUS JAPANESE」の楽曲終盤部分のはっきりとした音源内容を聞かせて誤解を解こうと試み、歌詞を無断で引用した事については謝罪した。歌詞を引用した理由としては、TERIYAKI BOYZが『花と雨』を好んで聴いていた事によると述べた。また、日本でビーフを起こすべきなのかという問いかけもされ、アメリカのヒップホップの様なDISの応酬はTERIYAKI BOYZのファンおよび日本の音楽ファンの混乱を招くだけで、ヒップホップの文化の内の1つとして解釈し楽しむ事はまだできないだろうという見解を述べ、VERBAL自らはヒップホップファン以外にもアピールできる音楽を制作し、日本の音楽ファンを教育したいという意向を説明した。これについてSEEDAは、ビーフをやってみせる事自体がリスナーにヒップホップを教える最もシンプルな方法だと反論し、VERBALらのアンサーソングを用意しない姿勢を否定した。番組の最後には、フリースタイルバトルの様な展開を見せたが、VERBALは時折ごまかしの笑い声を発するなど、到底バトルと言える内容ではなかった為、SEEDAは「萎えた」とその思いをブログで投稿した。
その後、VERBAL以外のTERIYAKI BOYZメンバーからの回答は無かったが、SEEDAは自身のブログで「VERBALにはもうなにもない」とビーフの終了を発表。VERBALは「ヒップホップについてディスカッションが出来たので、とてもよかったと思います。」と述べた。
しかし、SEEDAと共に「TERIYAKI BEEF」を発表したOKIは、DISに対する回答がアンサーソングではなくVERBALのポッドキャストでの対話で行われた事、その対話が自身抜きで行われた事を受けて、再びDIS楽曲「Shall We Beef」を発表した。これに対する回答は無く、以降長い間特に展開はなかった。
この一連の騒動から約16年後となる2025年、SEEDAのリリースした配信アルバム『親子星』の収録曲「L.P.D.N.」にVERBALが参加し、初のコラボレーションを果たした。このコラボレーションの実現には、VERBALの所属するm-floの☆Taku Takahashiが間に入ったことがSEEDAによって語られている。

## ディスコグラフィー

### シングル
- 『SHIBUYA SHIBUYA feat. bay4k』　（2008年6月11日）
- 『WISDOM feat.ILL-BOSSTINO,EMI MARIA』　（CONCRETE GREEN） （2009年12月23日）
- 『ONE LOVE feat. DJ DIRTY KRATES (ZEEBRA)』　（2010年4月21日）
- 『White Out』　SEEDA x S.L.A.C.K. x ZEEBRA  （2010年12月22日）
- 『DESERT RIVER』　SEEDA, OHLD, BRON-K  （2010年12月24日）
- 『CONCRETE GREEN The Chicago Alliance』　SEEDA, DJ ISSO & DJ KENN  （2013年9月4日）

### 配信限定シングル
| 発売日         | タイトル                                               |
| -------------- | ------------------------------------------------------ |
| 2008年1月30日  | Monkey see Monkey do                                   |
| 2009年1月1日   | Sai Bai Men 2 / OKI&SEEDA                              |
| 2015年10月30日 | BUSSIN / SEEDA, Junkman & kZm                          |
| 2019年12月4日  | Roppongini (feat. KAMIYADA+ & JIN DOGG)                |
| 2020年5月4日   | Passports In Pockets                                   |
| 2020年11月6日  | みたび不定職者 (feat. Jinmenusagi & ID) [Remix]        |
| 2020年12月2日  | Nakamura / SEEDA & ghostpops                           |
| 2021年2月28日  | Nakamura (Remix) / SEEDA, ghostpops, Ralph & Kraftykid |
| 2021年6月15日  | Pa-Ke                                                  |
| 2021年11月30日 | Kawasaki Blue                                          |
| 2021年12月1日  | FANTASMA / Jeter, Y ohtrixpointnever & SEEDA           |
| 2023年4月12日  | BUSSIN 2 (feat. Daichi Yamamoto & Henny K)             |

### アルバム
- 『DETONATOR』　（Pヴァイン） （1999年9月10日） *SHIDA名義
- 『FLASH SOUNDS PRESENTS ILL VIBE』　（FLASH SOUNDS INC/Pヴァイン） （2003年8月10日）
- 『GREEN』　（FLASH SOUNDS INC/Pヴァイン） （2005年8月19日）
- 『花と雨』　（CCG）　（2006年12月23日）
- 『街風』　（Exit Tunes）　（2007年10月17日）
- 『HEAVEN』　（CCG）　（2008年1月30日）
- 『SEEDA』　（CCG）　（2009年5月20日）
- 『BREATHE』　（KSR）　（2010年8月25日）
- 『IN THE MOMENT』　（EMIミュージックジャパン）　（2011年9月14日）
- 『23edge』　（EMIミュージックジャパン）　（2012年2月29日）
- 『親子星』　（CCG）　（2025年3月21日）[注 1]

### リミックスアルバム
『ROOTS & BUDS』　（2007年7月17日）

### ベストアルバム
- 『1999/2009』　（CONCRETE GREEN）　（2010年4月21日）　300個限定のマイクロSD版も存在し、CDとは若干収録内容が異なる。

### MIX CD
- 『SEEDA'S 27 SEEDS』　（2005年10月10日）
- 『DEEP LYRIXXX』　（2006年6月12日）

#### CONCRETE GREEN
SCARSやSD JUNKSTA、ESSENCIALなどの音源をSEEDAが収集し、DJ ISSOがミックスしたMIX CDシリーズ。
- DJ ISSO AND SEEDA　『CONCRETE GREEN』 （2006年2月15日）
- DJ ISSO AND SEEDA　『CONCRETE GREEN 2』 （2006年7月10日）
- DJ ISSO AND SEEDA　『CONCRETE GREEN 3』　（2006年10月10日）
- DJ ISSO AND SEEDA　『CONCRETE GREEN 4』　（2007年2月10日）
- DJ SEEDA AND ISSO　『CONCRETE GREEN 5』　（2007年4月20日）
- DJ SEEDA AND ISSO　『CONCRETE GREEN 6』　（2008年6月4日）
- DJ SEEDA AND ISSO　『CONCRETE GREEN 7』　（2008年8月19日）
- DJ SEEDA AND ISSO　『CONCRETE GREEN 8』　（2008年10月20日）
- DJ SEEDA AND ISSO　『CONCRETE GREEN 9』　（2008年12月24日）
- DJ SEEDA AND ISSO　『CONCRETE GREEN 10』　（2009年3月4日）
- DJ SEEDA AND ISSO　『CONCRETE GREEN 13』　（2015年10月28日）

##### 番外編
- DJ SEEDA AND ISSO　『CONCRETE GREEN WHITE CHRISTMAS』　（2007年12月25日）
- DJ KENN DJ ISSO SEEDA 『CONCRETE GREEN - THE CHICAGO ALLIANCE』　（2014年4月11日）

### 参加楽曲
- I-DeA　「Whoa」「Dayz～Just Like Smoky～ feat. SEEDA」 『self expression』　（2004年8月20日）
- I-DeA　「Walk Wit Me feat. SEEDA」　SCARS　「T.O.P」　『Da FRONT and BACK』　（2006年1月11日）
- L-VOKAL　「TOKYO摩天楼 feat. SEEDA & bay4k」　『LAUGHIN'』　（2006年3月29日）
- SCARS　『THE ALBUM』　（2006年9月2日）
- SEEDA, BES, A-THUG, STICKY, bay4k, D.O, JASHWON, TWIGY　「DOGG LIFE」　『JAPANESE RAP STA ~ON BOOTSTREET~』　（2006年10月6日）
- SWANKY SWIPE　「Players Drive feat. SEEDA & A-Thug」　『Bunks Marmared』　（2006年11月29日）
- ESSENCIAL　「40-44STORY feat. SEEDA」『BACKYARD RADIO 2』　（2006年12月20日）
- SAC　「朝方の路上 feat. SEEDA & OKI」　『FEEL OR BEEF』　（2007年2月2日）
- DABO 　「Murder Weapon feat. SEEDA, Papa B & Gocci」　『Baby Mario World: Vol.1』　（2007年2月21日）
- L-VOKAL　「What's Up feat. SEEDA, bay4k, STICKY」　『麻天楼』　（2007年5月16日）
- GEEK　「神の棲まぬ国 feat. SEEDA」　『LIFE SIZE』　（2007年6月6日）
- bay4k 　「SCARS IS... feat. SEEDA, BES & STICKY」　『I am』　（2007年6月15日）
- NORIKIYO　「Rain feat. SEEDA」　『EXIT』　（2007年8月15日）
- A+　「RAPPER or MC ? feat. ASHRA, CT, Den, FRNKEN, MIKRIS, SEEDA, SIMON & 寿」　『A+~FRONT LINE of TOKYO HIPHOP~』　（2007年10月17日）
- ARIA　「DA MUSIC feat. SEEDA」　『THE JUKEBOX』　（2007年11月28日）
- DJ CELORY a.k.a Mr.BEATS　「I'm Proud (Fly High) feat. DABO, SEEDA」　『BEAUTIFUL TOMORROW』　（2008年1月16日）
- L-VOKAL　「Gainへの斜線 feat. SEEDA, LUNA」　『万歳』　（2008年1月30日）
- OKI from GEEK　「1g feat. SEEDA」　『ABOUT』　（2008年2月13日）
- lecca　「UN-SOLO feat. SEEDA」　『マドのむこう』　（2008年2月13日）
- BUZZER BEATS　「It's only entertainment with SEEDA」　『Just The Beginning』　（2008年5月14日）
- L-VOKAL　『03 CHECK feat. SEEDA, GEEK」　『摩天楼 春場所』　（2008年6月18日）
- TWIGY　「TOMORROW feat. SEEDA」　『BABY’S CHOICE』　（2008年7月2日）
- USU a.k.a. SQUEZ　「灰色 feat. SEEDA」　『365 ROOTS』　（2008年7月11日）
- 剣桃太郎　「三日坊主 feat. SEEDA ,完児」　『斬』　（2008年7月16日）
- TKC　「おれバッカい～の?  feat. BRON-K, SEEDA」　『百姓一揆』　（2008年8月15日）
- NORIKIYO　「REASON IS... feat. SEEDA」　『OUTLET BLUES』　（2008年8月20日）
- DJ MUNARI　「FLY HIGH feat. SEEDA & A-THUG」　「行く道 feat. SEEDA, SHARP-A-DON & BIXX HUNNID BENZ」　『THE ALBUM』　（2008年9月6日）
- SCARS　『NEXT EPISODE』　（2008年12月31日）
- MICROPHONE PAGER　「MP5000FT feat. SEEDA, ANARCHY」　『王道楽士』　（2009年1月21日）
- マイクアキラ from 四街道ネイチャー　「Closer feat. SEEDA」　『THE RAP IDOL』　（2009年2月6日）
- JAMOSA　「RED feat. SEEDA」　『RED』　（2009年2月18日）
- LUNA　「TOKYO feat. SEEDA」　『QUEEN of STREET』　（2009年3月11日）
- GEEK　「23区Lock Down feat. SEEDA」　『XYZ』　（2009年4月24日）
- SEEDA & PUNPEE　「Let's P」　『THE SOURCE DIGITAL VINYL CUT SERIES PT.1』 （2009年6月5日）
- KREVA　「Good Boy, Bad Boy feat. SEEDA, KREVA」　『くレーベルコンピ【其の五】その後は吾郎の五曲』　（2009年6月17日）
- SCARS　『SCARS PRESENTS THE MIX』　（2009年8月19日）
- STICKY　「DAY N NITE feat. SEEDA」　『WHERE'S MY MONEY』　（2009年12月2日）
- SEEDA, L-VOKAL, D.O 「Crazy」　『RAPSTA ON BOOTSTREET』　（2010年2月17日）
- SEEDA × Night Prowl Mike Gao　「Babylon Child」　『コラボ力学 Vol.1』　（2010年2月27日）
- L-VOKAL　「PEKOCHANG feat. SEEDA」　『Lovin'』　（2010年3月3日）
- マイクアキラ　「TIME feat. NIPPS, SEEDA, acharu」　『TIME』　（2010年5月19日）
- GEEK　「コンクリの石」　『XYZ vol.2』　（2010年5月20日）
- SMOKING-P　「Outdoor version feat. SEEDA」　『PURPLE HAZE』　（2010年7月21日）
- CIMBA　「MY LIFE feat. SEEDA」　『Words and Notes』　（2010年8月11日）
- 「My Homies feat. OKI for GEEK & CN for BackYard」　『BREATHE』 iTunes Store限定　（2010年8月19日）
- 「NO ONE BUT US feat. MoNDoH, SQUASH SQUAD, S.L.A.C.K., STICKY, HORI, AKLO, NIPPS, H.TEFLON」　（2010年8月25日）
- D.O　「EVERY SMOKIN' feat. SEEDA & SMITH CN」　『I'm Back』　（2010年9月9日）
- 菊地一谷　「神奈川ハザード feat. SEEDA」　『CONCRETE CLEAN 千秋楽』　（2015年3月18日）
- SEEDA & OKI　「Sai Bai Man 2」　（2015年12月1日）
- Jeter, Y ohtrixpointnever,SEEDA　「FANTASMA 」　(2021年12月1日)
- T-Pablow 「CRESCENT MOON feat. Fuji Taito & SEEDA」『CRESCENT MOON』　（2023年2月25日） [19]

## 出演

### インターネット・テレビ
- ラップスタア誕生!（2017年5月5日 - 、ABEMA） - 審査員[20]